# Jacques Berthier
Jacques Berthier, född 27 juni 1923 i Auxerre, död 27 juni 1994 i Paris, var en koralkompositör och  vän till kommuniteten i Taizé. Han står som kompositör av de flesta Taizésånger, sånger som oftast grundar sig på en kortare bibeltext eller annan fras. År 1955 blev Berthier först ombedd att komponera musik för Taizékommuniteten som då bara bestod av 20 bröder. Sex år senare blev han organist i en jesuitkyrka i Paris, Saint-Ignace, där han arbetade fram till sin död. År 1975 ombads Berthier återigen att komponera musik för Taizé. Denna gång var det sånger skulle sjungas av det ökande antalet unga människor som besökte kommuniteten för att tillbe. Under nästan 20 år, har Berthier skapat kyrkomusik som blivit sjungen runt om i världen.
Berthier har även komponerat musik för orgel i skiftande stilar.

## Urval av kompositioner
- Tacka Herren
- I min Gud
- Min frid jag lämnar
- Känn ingen oro
- Var inte rädd, gläd dig och sjung
- Kristus, vi tillbeder dig
- Där barmhärtighet och kärlek bor